# Cerberus australis
Espèce
Synonymes
- Homalopsis australis Gray, 1842
- Cerberus rynchops novaeguineae Loveridge, 1948

Statut de conservation UICN

 LC  : Préoccupation mineure
Cerberus australis est une espèce de serpents de la famille des Homalopsidae.

## Répartition
Cette espèce se rencontre dans les eaux du Nord de l'Australie et du Sud de la Papouasie-Nouvelle-Guinée et de l'Indonésie,.

## Publication originale
- Gray, 1842 : Monographic Synopsis of the Water Snakes, or the Family of Hydridae. The Zoological Miscellany, vol. 2, p. 59-68 (texte intégral).